# Кресленик деталі

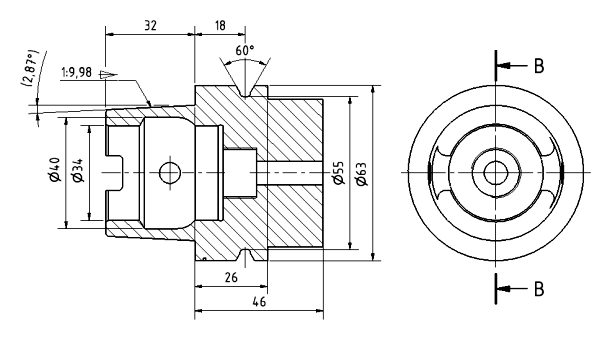
Приклад зображень на кресленику деталі

Кре́сленик дета́лі (робо́чий кре́сленик) — кресленик, який містить зображення деталі та інші дані, згідно з якими її виготовляють і контролюють.
Процес виконання робочих креслеників за складальним креслеником чи креслеником загального виду часто називають деталюванням.

## Загальні вимоги
Кресленик кожної деталі виконується на окремому аркуші креслярського формату з дотриманням загальних правил виконання креслеників (ГОСТ 2.109-73 ). Кресленик деталі повинен містити: 
- необхідні зображення — вичерпні відомості про форму деталі: види, розрізи, перерізи, виносні елементи;
- всі необхідні розміри: габаритні, приєднувальні, розміри окремих елементів деталі, розміри для довідок;
- допуски розмірів;
- відомості про шорсткості поверхонь деталі;
- допуски на форму і взаємне розташування поверхонь;
- технічні вимоги, що слід забезпечити при виготовленні деталі (термічна обробка, покрив і т.д.);
- додаткові дані, необхідні для виготовлення і контролю деталі (наприклад, таблиці з параметрами на креслениках зубчастих коліс);
- особливі вимоги до спільно оброблюваних деталей;
- марку матеріалу деталі і Державний стандарт на нього (та за потреби сортамент (металопрокат): круг, лист тощо згідно відповідних стандартів);
- основний напис за формою 1 відповідно до ГОСТ 2.104-2006[3]. Також дозволяється використовувати основний напис згідно стандарту ДСТУ EN ISO 7200:2005 [4].

## Вимоги до зображень
Всі види, розрізи та перерізи подаються згідно з ГОСТ 2.305-68 та/або ДСТУ ISO 128-30:2005; ДСТУ ISO 128-34:2005; ДСТУ ISO 128-40:2005; ДСТУ ISO 128-44:2005; ДСТУ ISO 128-50:2005.
Зображення на кресленні виконуються за методом паралельного прямокутного проеціювання. Кількість видів та інших зображень повинна бути:
- мінімальною, але забезпечувати повне уявлення про внутрішні і зовнішні форми деталі;
- достатньою для нанесення всіх необхідних для виготовлення деталі розмірів.

Як головний вид вибирають вид, що дає найповніше уявлення про форму і розміри предмета. Головний вид деталі вибирається незалежно від її розташування на складальному кресленні. Зазвичай зображення головного виду деталі типу «корпус» відповідає її робочому стану, а для деталей у вигляді тіл обертання (вали, осі, втулки тощо), головний вид розташовують так, щоб їх поздовжні осі були горизонтальними. Лінії невидимого контуру на кресленику показувати не рекомендується — доцільно частини деталі, що мають внутрішні отвори і порожнини, розсікати січними площинами і показувати їх у вигляді розтинів (розрізів) або перерізів. Для графічного зображення будь-якої частини деталі, що має дрібні конструктивні особливості, її слід додатково показати у вигляді виносного елемента і у більшому масштабі.
На частині зображення деталі, що розсічена січною площиною, наноситься штрихування. Штрихування деталей, виготовлених з металів і твердих сплавів, виконується суцільними тонкими лініями під кутом 45° або до лінії контуру зображення чи до його осі.

## Вимоги до написів
Написи, що наносяться на кресленику та іншу технічну документацію, наносяться креслярським шрифтом ГОСТ 2.304-81 або ДСТУ ISO 3098-6:2007. На креслениках, виконаних олівцем (і за допомогою ЕОМ), розмір шрифту повинен бути не меншим за 3,5. Рекомендований розмір шрифту при нанесенні розмірів — 5, технічних вимог — 7. Рекомендується використовувати похилий шрифт (типу Б), що має кут нахилу близько 75 ° до основи рядка (розмір шрифта в цьому випадку вимірюється по перпендикуляру до основи рядка).

## Вимоги до зазначення розмірів
Всі розміри проставляються з врахуванням їх граничних відхилів згідно з ДСТУ ГОСТ 2.307:2013 та/або згідно ДСТУ ISO 129-1:2007.
Лінійні розміри (довжина, ширина, висота, товщина, діаметри і радіуси деталі) зазначають вказують в міліметрах в десятковій системі числення без позначення одиниці вимірювання. Виняток становить позначення різі, де розміри можуть проставлятися у вигляді простих дробів з умовним позначенням дюйма (наприклад: К 3/4" ГОСТ 6111-52).
Кутові розміри зазначають у позасистемних одиницях вимірювання плоского кута, а саме, в градусах, мінутах, секундах, завжди з позначенням одиниці вимірювання (наприклад: 7 ° 14 ' 30 ").
Всі числові значення розмірів, проставлені на кресленику, відповідають їх натуральній величині незалежно від того, в якому масштабі зображений сам предмет. При вирішенні питання про те, які саме розміри необхідно проставити на кресленику, треба враховувати технологію виготовлення деталі та її положення відносно сполучених з нею деталей.

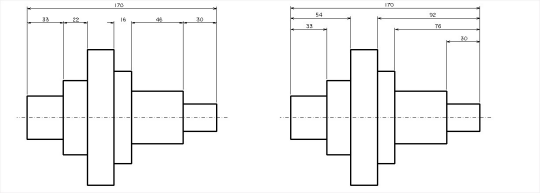
Ланцюжковий (зліва) та координатний (справа) способи поставляння розмірів

Повторення розмірів на різних зображеннях не допускається. Самі розміри можна наносити одним з наступних способів:
- ланцюжковим способом, що полягає в послідовному заданні розмірів між суміжними елементами ланцюжком;
- координатним способом, при якому всі розміри завдаючи від загальної бази;
- комбінованим способом, що є поєднанням двох попередніх способів.

Розмірні лінії рекомендується наносити поза контуром зображення. Відстань між паралельними розмірними лініями повинна бути не меншою за 7 мм, між розмірною лінією і лінією контуру — не меншою за 10 мм.
По можливості слід уникати перетину розмірних і виносних ліній. Для цього коротші розмірні лінії проводять ближче до ліній контуру, довші — далі від них.

### Умовні знаки в  розмірах
При поставлянні розмірів використовуються умовні знаки. Умовний знак ставиться перед розмірним числом:
- Діаметр: ∅ 20;
- Радіус: R 10;
- Квадрат: {\displaystyle \Box 20};
- Конусність (відношення різниці діаметрів великої і малої основ конуса до його висоти): {\displaystyle \triangleright 1:5};
- Ухил (відношення висоти підйому до довжини ділянки): ∠ 12%;
- Сфера: 
  - згідно ДСТУ ГОСТ 2.307:2013[14]: R 10; ∅ 20; Сфера ∅ 20; або ΟR 20;
  - згідно ДСТУ ISO 129-1:2007[15]: SR 10; S∅ 20;
- Товщина: s0,4[14] або t=0,4[15];
- Розміри для довідок:
  - позначають знаком[14] - *, наприклад 58*, а у технічні вимоги додають: *Розміри для довідок.
  - розміри подаються у круглих дужках без допусків[15]: (58);
- Метрична різь: М 12;

Приклади використання умовних знаків на креслениках
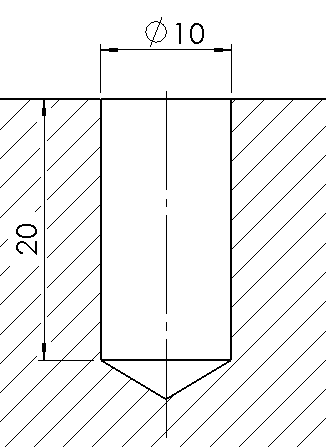
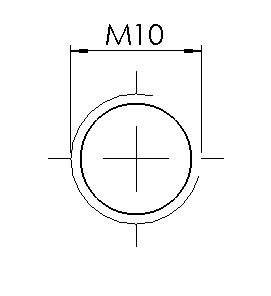
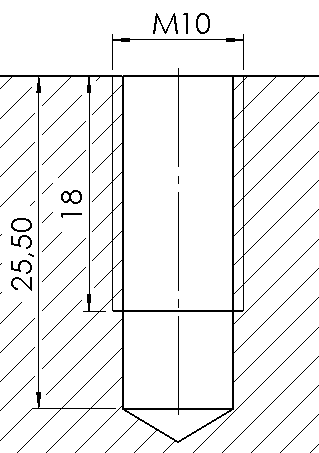

### Зазначення допусків на розміри
Умовне позначення поля допуску проставляється після номінального розміру одним з наступних способів:
- умовними позначками полів допусків, наприклад:

{\displaystyle \varnothing 18H7} чи 12 е8;
- числовими значеннями граничних відхилень, наприклад:

{\displaystyle \varnothing 18^{+0,018}} чи {\displaystyle 12_{-0,059}^{-0,032}};
- комбінованим способом, наприклад:

{\displaystyle \varnothing 18H17(^{+0,018})} чи {\displaystyle \varnothing 12e8(_{-0,059}^{-0,032})}.
Якщо граничні відхилення розмірів не зазначено безпосередньо після розміру, то вони обумовлюються в технічних вимогах над основним написом, наприклад: 
«Не вказані граничні відхили розмірів H14, h14, ± IT14/2».

## Допуски на форму і взаємне розташування поверхонь
Допуски на форму і взаємне розташування поверхонь деталі виконують згідно ДСТУ ГОСТ 2.308:2013 або ДСТУ EN ISO 5459:2018 та ДСТУ EN ISO 8015:2018.

## Позначення шорсткості поверхонь

Приклади позначень шорсткості поверхонь

На робочому кресленику для всіх поверхонь, що підлягають обробці повинна вказуватись величина шорсткості (ГОСТ 2.309-73), яка визначається як середнє арифметичне відхилення профілю (Ra) або висота нерівностей профілю по 10 точках (Rz) в мікронах. Шорсткість поверхонь вказується спеціальними знаками, які розміщують на лініях контуру або виносних лініях. Робочі поверхні необхідно обробляти ретельніше, ніж поверхні, що не стикаються з іншими деталями.
У випадках, коли більшість поверхонь має однакову шорсткість, її позначення поміщають у правому верхньому куті кресленика і в дужках поруч з ним наносять знак шорсткості без позначення шорсткості. Розміри знака шорсткості в дужках і на зображенні повинні бути однаковими, а розмір знака перед дужками — у 1,5 рази більший.